# Varuna (Fluss)
Der Varuna (Hindi: वरुणा Varuṇā [ˈʋʌrʊɳa]) oder Barna (Hindi: बरना Barnā [ˈbʌrna]) ist ein kleinerer linker Nebenfluss des Ganges im indischen Bundesstaat Uttar Pradesh.
Der Varuna entspringt 15 Kilometer nordöstlich von Handia im Distrikt Prayagraj im flachen Terrain der Gangesebene Ost-Uttar-Pradeshs. Von dort aus fließt er mäandernd in Richtung Osten durch die Distrikte Bhadohi und Varanasi. Im Norden der Stadt Varanasi mündet er in den Ganges.
Obgleich als Fluss wenig beachtenswert, kommt der Varuna wegen seiner Verbindung mit der für die Hindus heiligen Stadt Varanasi eine gewisse Bedeutung zu. Unter dem Namen Varuṇā oder Varaṇā wird er bereits in den Puranas erwähnt. Nach der traditionellen Vorstellung markiert der Varuna zusammen mit dem  Ganges und dem Flüsschen Assi im Süden die Grenzen Varanasis als sakralen Raum. Der Name Varanasi wird daher von den Flussnamen Varuna und Assi hergeleitet. Wahrscheinlicher ist aber, dass allein der Varuna-Fluss, der in der älteren Literatur ebenfalls unter dem Namen Varanasi bekannt war, für die Stadt namensgebend war.